# 自動機

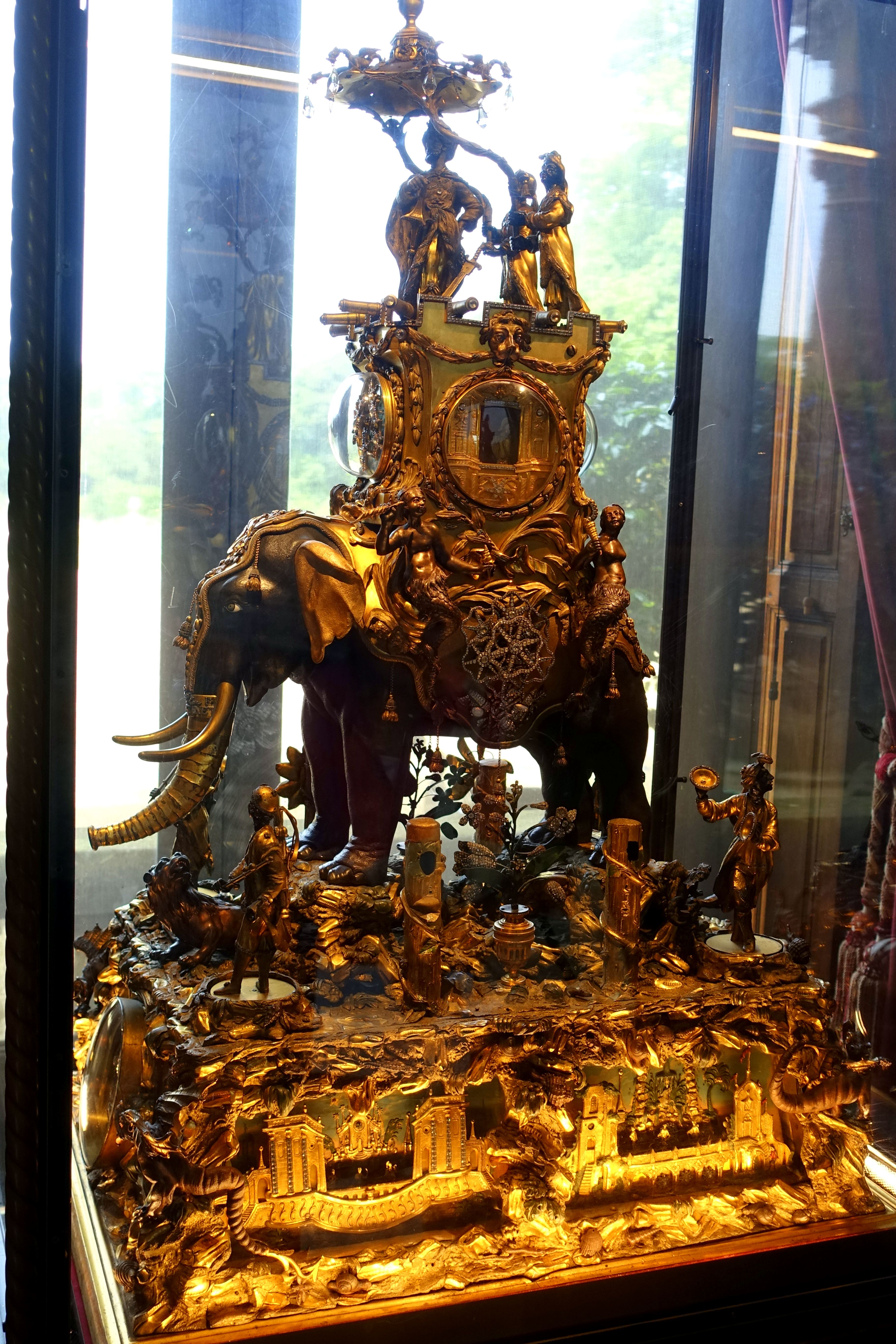
音樂自動機

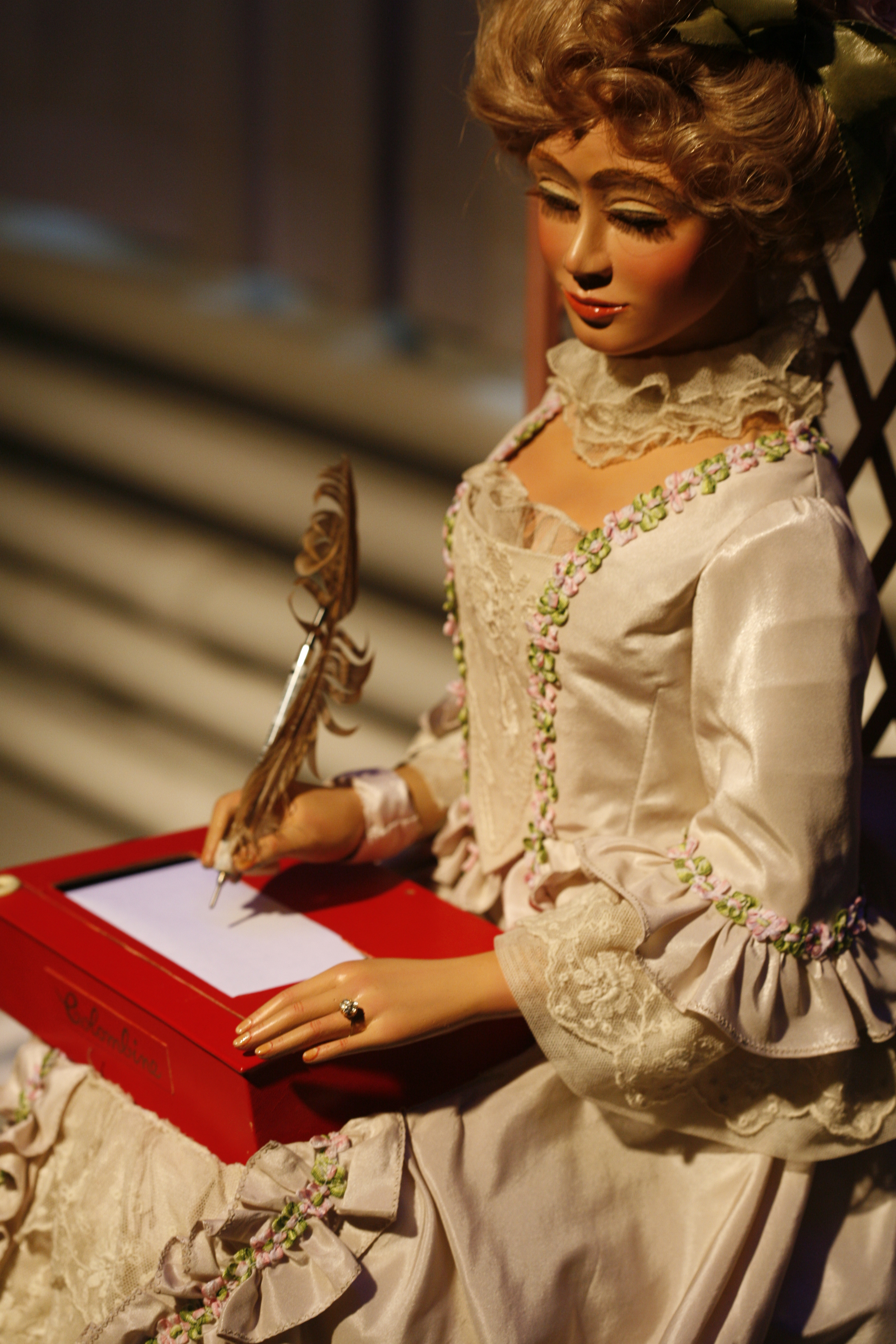
瑞士自動機和音樂盒博物館典藏的人偶自動機

自動機（英語：automaton，又稱自動機器、自動機械），是指非電源供應，以發條裝置作為動力來源，使自己運作的機器；自動機是必須先手動上緊發條，發條帶動機器內部的齒輪及隨動機械零件，才能自己運作，發條的能量就像蓄電池一樣消耗，必須再上緊發條；運作原理有別於發動機、發電機、電動機及永動機。

## 詞源
「automaton」一詞源於古希臘語αὐτόματον（autómaton），意為 「以自我意志動作」。最早被荷马运用，来描述门的自动打开，以及三角支架（tripod）的自动移动。

## 運用
- 擺鐘
- 音樂盒或鳥鳴音樂盒（英语：Singing bird box）
- 機械玩具（英语：Mechanical toy）
  - 自動人偶（英語：automaton，又稱機器人偶）：在人偶內部，設置多個特殊形狀的齒輪、隨動機械零件，形成精密複雜的構造；上緊發條後，隨動機械元件會因為齒輪的轉動，而帶動人偶手臂，使人偶自己做出類似人類的動作，例如寫字、彈琴、表情變化等；自動人偶的製造，可追溯到18世紀到19世紀歐洲，有些是出自於巧奪天工的鐘錶工匠之手，可以說是「古代的機器人」以及「現代機器人的前身」[3]，但無法像人工智慧一樣擁有自我思考，甚至是情感意識。
    - 機關人偶：以日本傳統工藝製造的自動人偶。
- 人偶鐘（英语：Automaton clock）
  - 布谷鸟钟
  - 戰車鐘（英语：Chariot clock）
- 手動機械錶

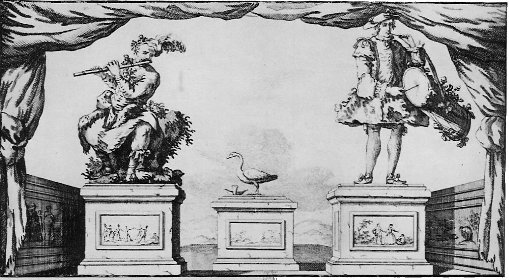
雅克·德·沃康松設計的三個代表性自動機作品：長笛演奏者、消化鴨（英语：Digesting Duck）和手鼓演奏者
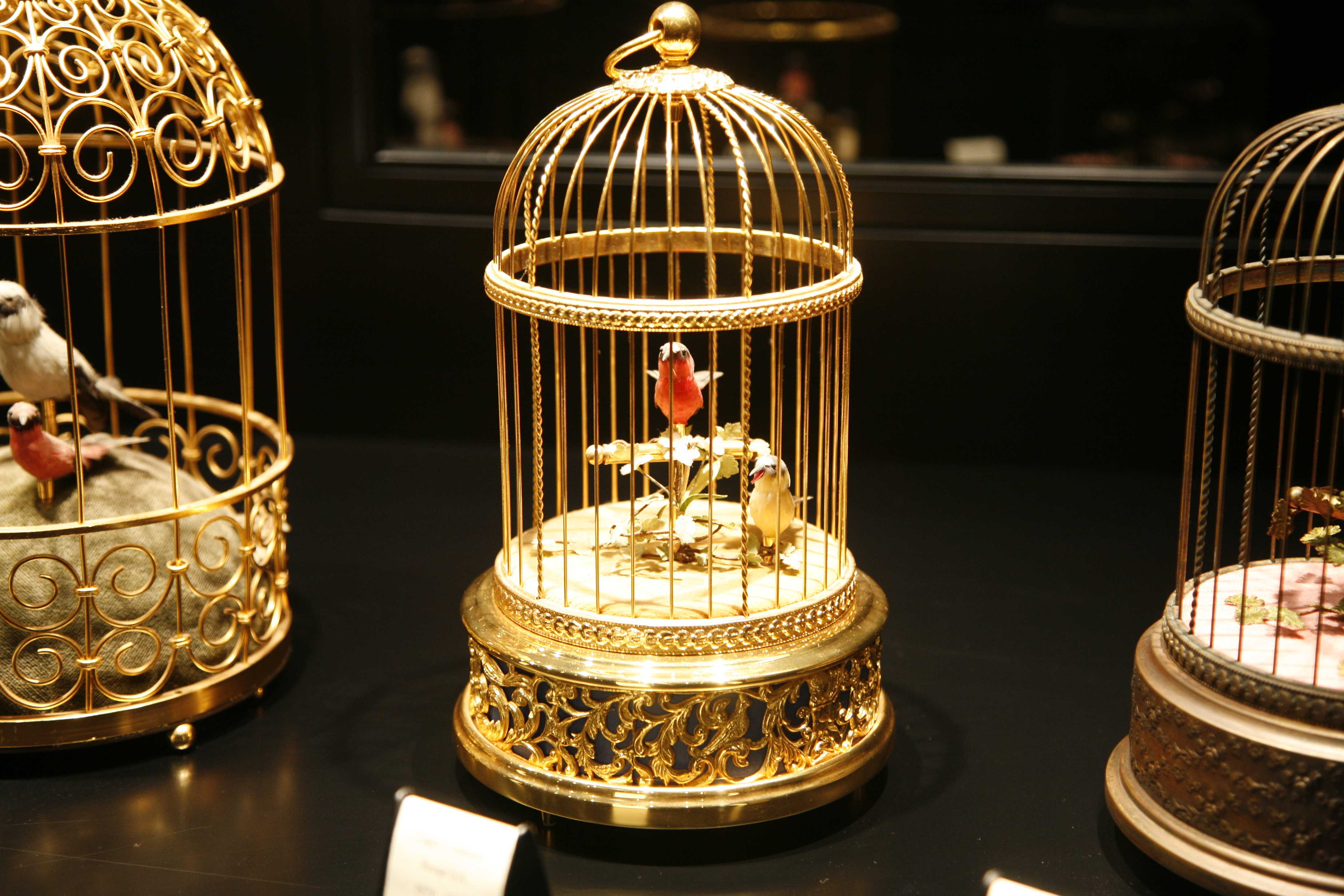
瑞士自動機和音樂盒博物館（英语：Musée d'automates et de boîtes à musique）展示的「鳥籠音樂盒」，為鳥鳴音樂盒的一種
- 布谷鸟钟
- Cima automaton
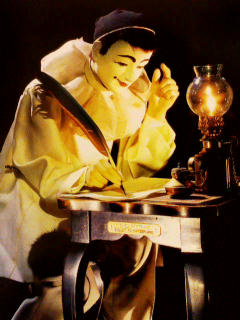
《寫字的皮耶爾》 Léopold Lambert 1900年，人偶右手俐落地似寫字般移動，眼睛變化像是帶著睡意。當頭部低垂燈火減弱時，又會宛如回神繼續寫信。（野坂自動人偶美術館（日语：野坂オートマタ美術館）收藏品）
- 正在繪圖的美拉德自動機（英语：Maillardet's automaton）機械人偶
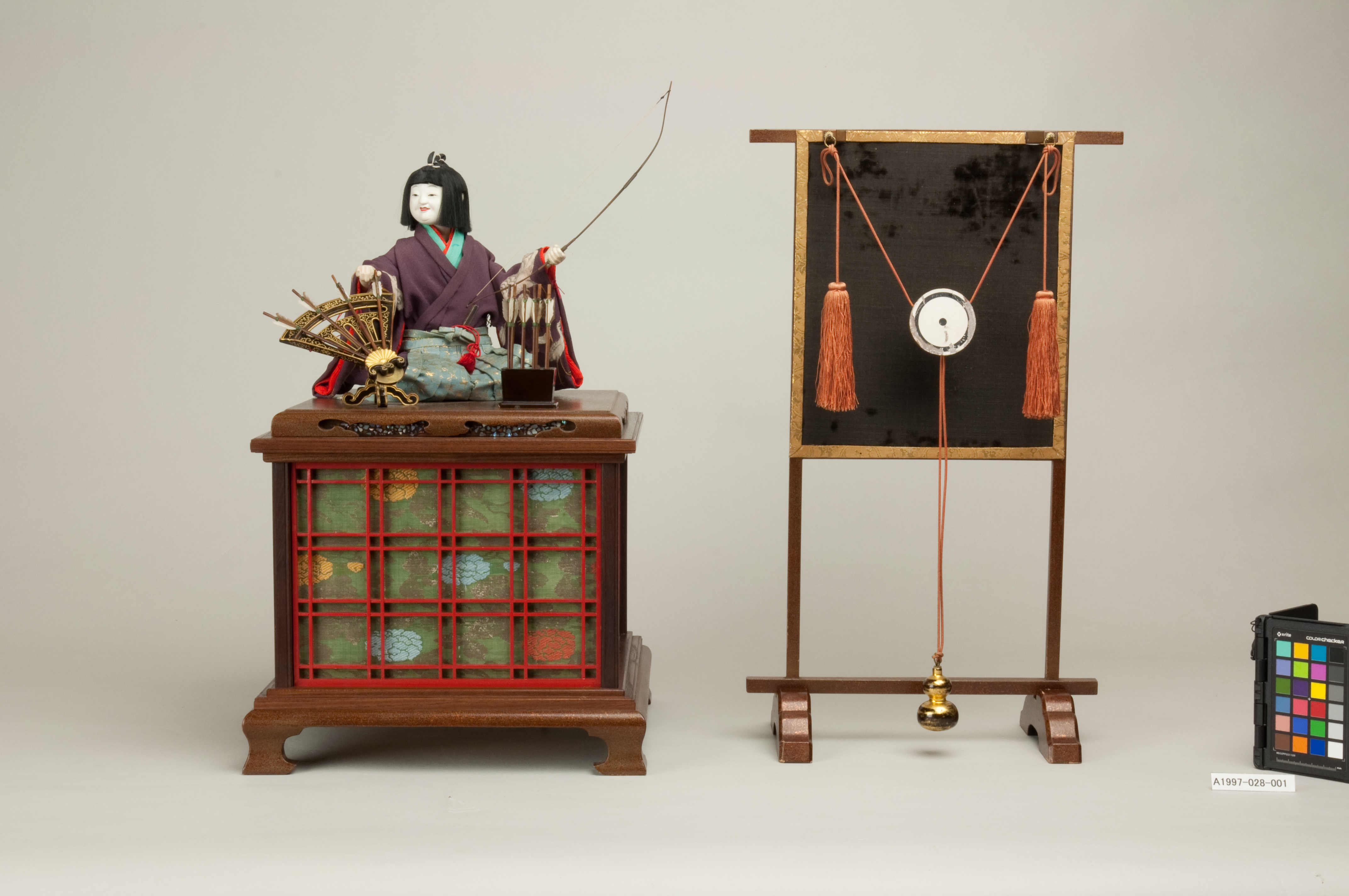
日本田中久重發明的「弓曳童子」機關人偶
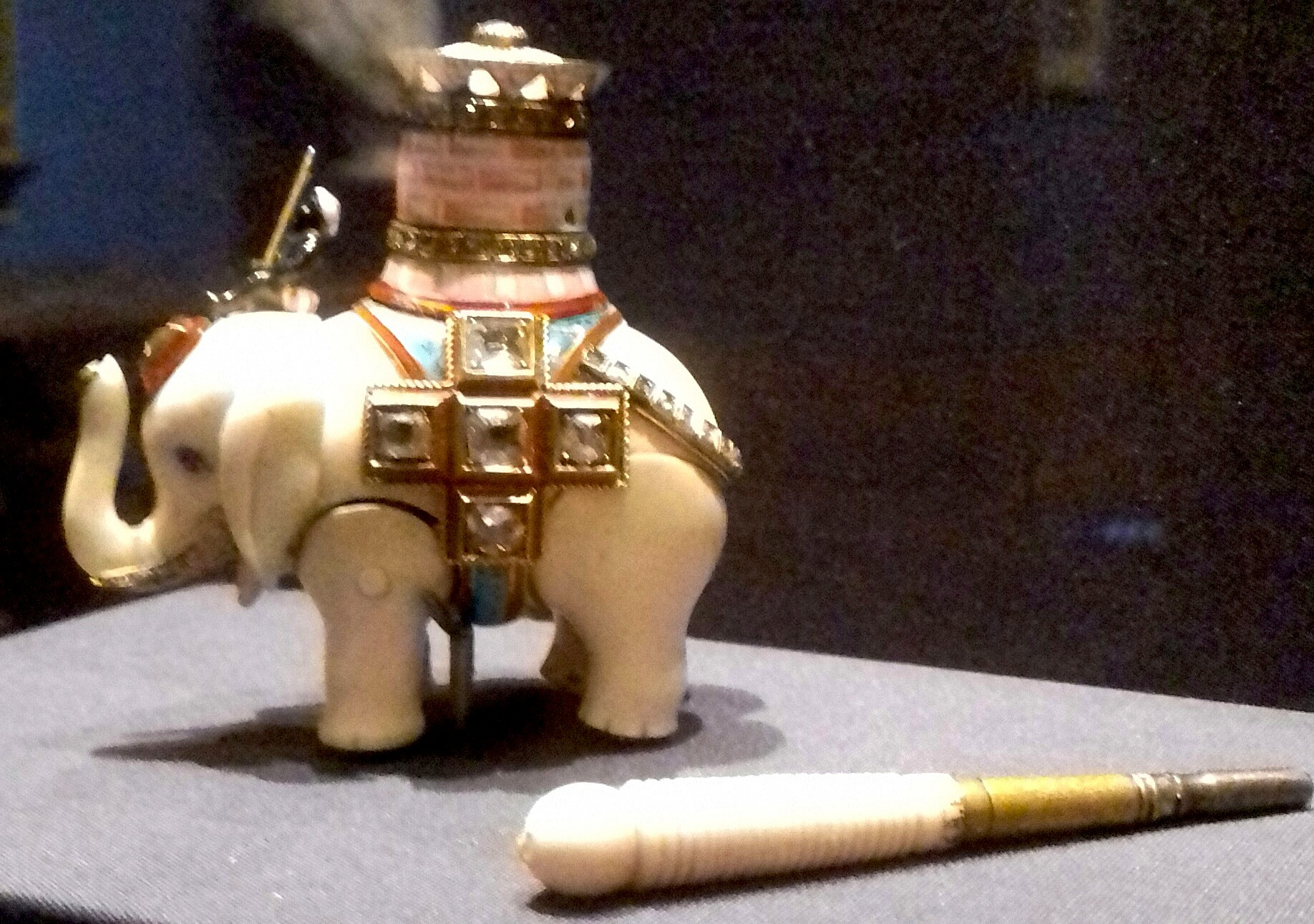
英國皇家收藏的法貝熱大象自動機